# Tambja ceutae
Tambja ceutae é um gastrópode da família Polyceridae, especificamente na subfamília Nembrothinae. É encontrado no litoral andaluz, no Estreito de Gibraltar e na Macaronésia.